# 费城号炮艇
费城号炮艇（USS Philadelphia）是大陆海军的一艘炮艇（在当代文献中被称为贡达罗或贡多拉）。该舰建于1776年7月至8月，在美国独立战争期间服役。本舰由大陆军士兵操纵，是本尼迪克特·阿诺德将军指挥的舰队一员，曾在尚普兰湖的瓦库尔岛战役中与英国皇家海军作战。在1776年10月11日的战斗中被击沉。
1935年，业余军事海洋考古学家洛伦佐·哈格伦德在尚普兰湖的湖底发现了“费城”号的残骸。同年，残骸被打捞出水。1961年，该舰遗骸被赠给史密森尼学会。该舰及相关文物现在是华盛顿国家历史博物馆永久收藏的一部分，在被列入美国国家史迹名录的同时也是美国国家历史名胜之一。

## 背景
美国独立战争始于1775年4月的列克星敦和康科德战役，同年9月大陆军开始入侵英属魁北克。在第二届大陆会议上，该地被视为英国军队进攻分割反叛殖民地的潜在途径，而英军对该地的防御薄弱。大陆军的入侵行动在1775年12月31日达到了顶峰，这一天的魁北克战役以美国人的灾难性失败而告终。1776年春天，一万名英德联军士兵抵达魁北克，在盖伊·卡尔顿将军的指挥下将大陆军赶出魁北克，撤退回提康德罗加堡。
卡尔顿随后发动了自己的进攻，意图抵达哈德逊河，该河从尚普兰湖南部开始，一直延伸到纽约市。对哈德逊河上游的控制将使英军在魁北克的部队能与最近在纽约战役中攻陷纽约的威廉·荷奥少将的部队會師。这一战略将把新英格兰的美洲殖民地与更南的殖民地隔開，有可能平息叛乱。
随着美国从魁北克撤退，湖上唯一的船只是本尼迪克特·阿诺德在1775年5月攻占提康德罗加堡后集结的一支轻武装船队。然而这支舰队的规模实在太小了，无法将庞大的英国军队运送到提康德罗加堡。

## 舰队发展
在从魁北克撤退的过程中，美军小心翼翼地占领或摧毁了尚普兰湖上所有对英军有用的船只。当阿诺德和他的连队组成的后卫部队放弃圣让堡时，他们烧毁或击沉了所有无法使用的船只，并放火烧毁了锯木厂和堡垒。这些行动实际上使英国人失去了立即进入尚普兰湖区的希望。
之后，双方开始各自组建舰队：英军在圣让堡，美军则在湖另一边的斯科尼斯堡（现在的纽约州白厅）。在1775年规划魁北克的总体防御时，卡尔顿将军预见到尚普兰湖的交通问题，并要求从欧洲提供预制船只。由于这个计划，英国方面能够集结一支大大超过美军方面的舰队。总的来说，英国舰队（25 艘武装舰艇）的火力比美军方面的15艘舰船要多，总计80多门火炮也大大超过了美军装备的74门小型火炮。
美国在斯科尼斯堡的造船工作由赫马努斯·斯凯勒（Hermanus Schuyler）（可能是菲力·斯凱勒少将的亲戚）负责，装备由军事工程师杰杜坦·鲍德温（Jeduthan Baldwin）负责。斯凯勒于4月开始制造比用于在湖上运输的小型浅吃水船更大、更适合作战的船只。这一过程最终涉及经验丰富的船长本尼迪克特·阿诺德将军和具有海上经验的康涅狄格州民兵领袖大卫·沃特伯里（David Waterbury）。负责整个尚普兰湖防御的霍雷肖·盖茨少将最终要求阿诺德在造船工作中承担更多责任，因为“我对海洋事务一无所知”。

## “费城”号的建造
“费城”号是同期在斯科尼斯堡建造的八座炮舰之一。该舰于1776年7月初开建，并于8月中旬下水。本舰主要是用橡木建造，船长53英尺2英寸（16.21米），舷宽15英尺2英寸（4.62）。该舰有一根36英尺（10.97）高的桅杆并配备方帆和上桅帆各一面。武装方面，本舰安装了3门大炮，1门12磅（5.4公斤）主炮面向前方，另外两门9磅（4.1公斤）舰炮安装在舷侧。舰上还有多达8个旋转炮安装点，史密森尼学会估计其排水量为29長噸（32.5短噸；29.5公噸）。在建造施工的后期，阿诺德将军下令抬高舰尾甲板以容纳1门迫击炮。但在提康德罗加堡的一次试射中一枚迫击炮弹爆炸了，因此这个修改就被迫取销。为了保持平衡，一旦迫击炮被移除，压舱石可能被移到船尾部分。为了舰员操作环境相对舒适，这艘船在桅杆后部有一个帆布遮阳篷，可能会在船侧绑上绑带，以分散瞄准船上的火枪火力。

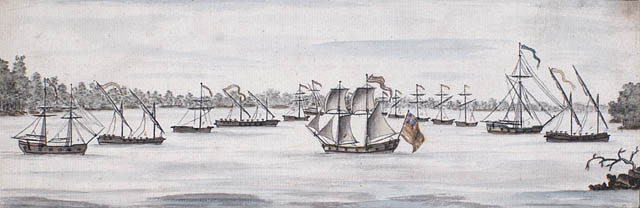
当代水彩画描绘了美军的战线

## 服役历史
建成后不久，“费城”号就在费城的本杰明·鲁（Benjamin Rue）船长手下服役。8月下旬，阿诺德将军召集了他的舰队，在尚普兰湖北部地区四处游弋。9月23日，为了迎接更大的英国舰队的到来，他将他的舰队驻扎在瓦库尔湾，该海峡将湖的西岸与瓦库尔岛隔开。当10月11日两军相遇时，作为阿诺德在瓦库尔海峡的编队的一员，“费城”号由本杰明·鲁指挥。在长达六个小时的战斗初期，装有12门炮的“皇家野人”号双桅纵帆船搁浅并被烧毁。傍晚时分，英军发射的一颗24磅（10.9）炮弹击中了“费城”号，该舰很快就沉没了。夜幕降临，阿诺德得以趁着夜色逃走。在接下来的两天里，在英军追击他前往提康德罗加的途中时，他剩下的许多船只被烧毁、沉没或被俘。

## 打捞沉船残骸
20世纪30年代，一战老兵、历史爱好者洛伦佐·哈格伦德（Lorenzo Hagglund）开始在海峡中寻找这场战役的遗迹。1932年，他发现了“皇家野人”号的船体残骸，并于1935年将其成功打捞上来。哈格伦德在发现“皇家野人”号之后，又于1935年发现了“费城”号的残骸直立在湖底。同年，哈格伦德将其打捞出水，除了舰上的枪炮和船体，还从船上找到了数百件其他物品。这些文物包括枪弹、炊具、工具、纽扣、扣环以及人骨等。
费城曾在尚普兰湖和哈德逊河的不同地点展出，然后在纽约州埃克塞特成为长期展览。洛伦佐·哈格伦德花了数年时间寻找阿诺德舰队中的其他舰只，此外还在1952年又着手建造了一艘炮艇。 然而建造一个容纳这些发现和“皇家野人”号的建筑物的资金没有到位，该舰的残骸最终也因为疏忽和抢劫而毁于一旦。
在这次失败之后，哈格伦找到了史密森尼学会来保护“费城”号，并在1961年将该舰和相关的文物捐赠给了该组织。据英国《白厅时报》报道，这些遗骸在水面以上的时间里遭受的破坏比在水下的时间要严重得多。该舰和相关文物现在是位于华盛顿特区的美国国家历史博物馆永久收藏的一部分。此外，该舰也被列入国家历史遗迹名录，并被指定为美国国家历史名胜。该舰的状况仍然岌岌可危：截至2001年，尽管试图稳定木制和铁制配件，但遗骸仍然显示出逐渐恶化的迹象。

## 脚注

### 引文
1. 1 2 3 4 5 6 7  郭威 2007，第65頁
2. 1 2  . National Register of Historic Places. National Park Service. 2010-07-09.
3. ↑  . National Historic Landmarks Program. National Park Service.   [2007-11-04]. （原始内容存档于2011-06-06）.
4. ↑  For a detailed treatment of the background, see, e.g.
5. ↑  Hamilton (1964) pp. 17–18
6. ↑  Malcolmson (2001), p. 26
7. ↑  姜椿芳 1986，第225頁
8. ↑  Stanley (1973), pp. 131–132
9. ↑  Silverstone (2006), p. 15 （页面存档备份，存于）
10. ↑  Stanley (1973), pp. 133–136
11. ↑  Miller (1974), p. 170
12. ↑  Silverstone (2006), pp. 15–16 （页面存档备份，存于）
13. ↑  Stanley (1973), pp. 137–138
14. ↑  Nelson (2006), p. 243
15. ↑  Bratten (2002), pp. 93–109 （页面存档备份，存于）
16. ↑  Nelson (2006), p. 262
17. ↑  Miller (1974), p. 173
18. ↑  Stanley (1973), p. 142
19. ↑  Miller (1974), p. 174
20. ↑  Nelson (2006), pp. 307–309
21. ↑  Bratten (2002), pp. 67–69 （页面存档备份，存于）
22. ↑  Bratten (2002), p. 75 （页面存档备份，存于）
23. ↑  Popular Mechanics 1935，第803頁
24. ↑  Bratten (2002), p. 77 （页面存档备份，存于）
25. 1 2 3  Shedd, Charles E., Jr.  (pdf). National Park Service. 24 February 1977  [2012-09-07].
26. 1 2  Bratten (2002), p. 76 （页面存档备份，存于）
27. ↑  Bratten (2002), p. 87 （页面存档备份，存于）
28. ↑  Bratten (2002), pp. 91–92 （页面存档备份，存于）

## 期刊来源
- . Popular Mechanics (Hearst Magazines). 1935-06  [2012-09-07]. ISSN 0032-4558. （原始内容存档于2022-04-10） （英语）.

## 扩展阅读
- Smith, Justin H.  2. New York: G.P. Putnam's Sons. 1907  [2022-04-10]. OCLC 259236. （原始内容存档于2022-04-10）.
- . United States Navy.   [2013-11-15]. （原始内容存档于2014-04-07）.